# アン・エリザベス・アイシャム
アン・エリザベス・アイシャム（英語: Ann Elizabeth Isham、1862年1月25日 - 1912年4月15日）は、タイタニック号の一等船客。彼女は、同船の沈没事故で犠牲となった一等船客の5人の女性のうちの1人である。
アイシャムは避難の際、一緒に連れていた愛犬のグレート・デーンを見捨てることが出来ず、沈みゆく船内に留まり亡くなったと伝えられている。彼女の遺体は凍った手で愛犬を抱きかかえた状態で発見されたと言われているが、定かではない。

## 前半生
アン・エリザベス・"リジー"・アイシャムは、1862年1月25日にアメリカ合衆国イリノイ州シカゴで生まれた。バーモント州出身の弁護士であるエドワード・スウィフト・アイシャムと、妻のフランシス・"ファニー"・バーチにとって初めての子供だった。彼女の父親であるエドワードは、後にシカゴでロバート・トッド・リンカーンとともに法律事務所を立ち上げている。
アイシャムはしばらくシカゴに住み、フライデー・クラブなどにメンバーとして出入りすることがあった。1903年、彼女は妹のフランシス・アイシャムとともにパリへ移り、以降はそこで暮らしている。夏場はニューヨークに住んでいた弟のエドワード・アイシャムのところへ行き、そこで過ごすこともあった。

## タイタニック号

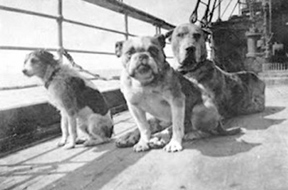
タイタニック号に乗船していた犬。右奥の大型犬がアイシャムの愛犬であるグレート・デーンと推測される（1912年）。

1912年4月10日、アイシャムはフランスのシェルブールから愛犬のグレート・デーンとともにタイタニック号に乗船した。
彼女の一等客室（C-49）はアーチボルド・グレーシー4世大佐の客室（C-51）の隣だったが、彼にはアイシャムを目撃した覚えがない。4月14日の深夜、北大西洋を航海中だったタイタニック号は氷山と衝突した。彼女は救命ボートに乗り込んだが、一緒に連れていたグレート・デーンは大型犬であったため、救命ボートへの同乗を断られてしまった。愛犬を見捨てることが出来なかった彼女は救命ボートを降り、沈みゆくタイタニック号でともに最期を迎えたとされている。ただ、これには確かな証拠が存在しないのも事実である。彼女は一等船客の女性で亡くなった5人のうちの1人であり、彼女の遺体が発見されたかどうかは分かっていない。なお、沈没から数日後に現場を通りかかった船の乗客が、大きな犬を抱きしめながら海面を漂う女性の姿を見かけたと報告している。彼女の記念碑は、家族によってバーモントに建てられた。